# Skeptrostachys rupestris
Skeptrostachys rupestris är en orkidéart som först beskrevs av John Lindley, och fick sitt nu gällande namn av Leslie Andrew Garay. Skeptrostachys rupestris ingår i släktet Skeptrostachys och familjen orkidéer. Inga underarter finns listade i Catalogue of Life.